# Don McKellow
Donald Arthur „Don“ McKellow (* 7. Mai 1925 in Greenford, London; † 4. Mai 2022) war ein britischer Radrennfahrer und nationaler Meister im Radsport.

## Sportliche Laufbahn
McKellow war Teilnehmer der Olympischen Sommerspiele 1952 in Helsinki. Dort startete er im 1000-Meter-Zeitfahren und belegte beim Sieg von Russell Mockridge den 5. Platz. Zuvor hatte er die nationale Meisterschaft im 1000-Meter-Zeitfahren gewonnen. Er startete für den Verein Actonia CC London.